# Le Puy-Notre-Dame
Le Puy-Notre-Dame é uma comuna francesa na região administrativa da Pays de la Loire, no departamento de Maine-et-Loire. Estende-se por uma área de 15,87 km². Em 2010 a comuna tinha 1 209 habitantes (densidade: 76,2 hab./km²).